# Валов
Валов (нім. Walow) — громада в Німеччині, розташована в землі Мекленбург-Передня Померанія. Входить до складу району Мекленбургіше-Зенплатте. Складова частина об'єднання громад Мальхов.
Площа — 19,95 км2. Населення становить 477 ос. (станом на 31 грудня 2020).